# Arsenal nucléaire de la Chine
Ne doit pas être confondu avec Programme nucléaire de la Chine.
L'arsenal nucléaire de la Chine est relativement mal connu et, faute de chiffres officiels, on ne peut que spéculer sur son importance réelle.
Selon des estimations occidentales, l'armée populaire de libération disposait, en mars 2006, d'environ 200 armes nucléaires, dont environ 145 actives, mais certains auteurs estiment que le nombre d'ogives est généralement sous-évalué : il serait en 2007 de 450 à 500 et devrait croître aux alentours de 700 à 800 au cours des années 2010 voire bien plus, telle l'estimation de 1 600 à 1 800 têtes donnée par un général russe ou de 3 000 publié par un think-tank américain en 2011.

## Historique

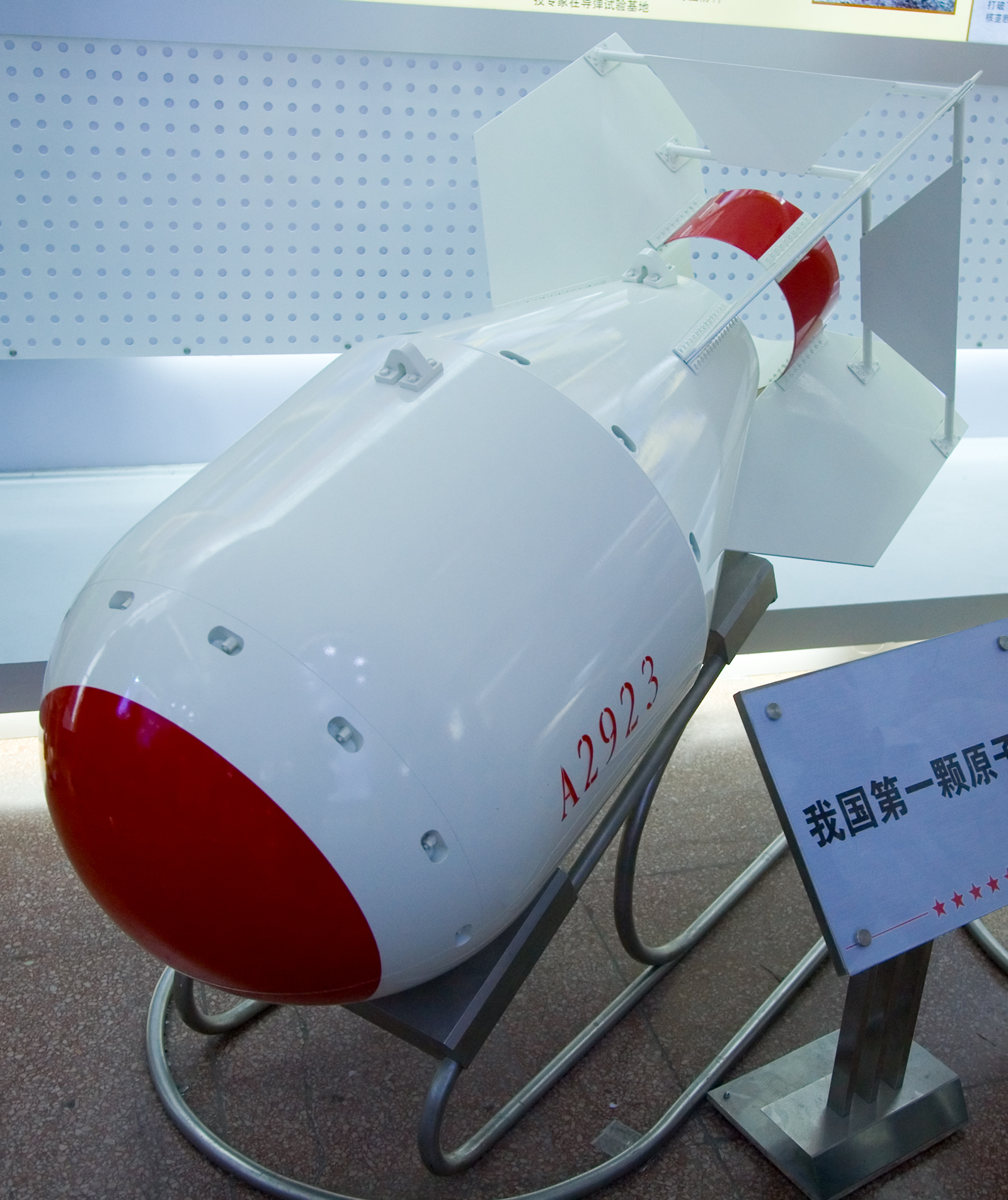
Maquette de la première bombe A chinoise.

Le programme nucléaire de la Chine populaire date de Mao Zedong et a démarré dans les années 1950. 
Il est développé par les laboratoires du Neuvième institut fondé en octobre 1958, devenu en 1980 la China Academy of Engineering Physics (en) (CAEP) (chinois : 中国工程物理研究院, abrégé : 九院), à Mianyang, dans le Sichuan, et l'un des principaux scientifiques qui y participe est Deng Jiaxian devenu un héros national immortalisé en quatre caractères : “两弹元勋”, le « père fondateur des deux bombes ».
Le premier essai nucléaire d'une bombe atomique, d'une vingtaine de kilotonnes, a eu lieu le 16 octobre 1964 sur le site de Lob Nor, il est connu comme l'essai 596. Le 17 juin 1967, la Chine teste sa bombe à hydrogène. Elle est la dernière puissance à réaliser un tir atmosphérique le 16 octobre 1980. Un total de 44 essais nucléaires a eu lieu jusqu'en juillet 1996, d'une puissance cumulée de 22 mégatonnes.
En 1967, Taïwan crée un réacteur de recherche avec l'aide du Canada et du plutonium de faible qualité avec l'aide des États-Unis. Elle commence alors un programme nucléaire militaire clandestin entre 1974 et 1988 stoppé sous la pression du gouvernement américain dont les troupes, sous le commandement de « l'United States Taiwan Defense Command », stationnent sur l'île jusqu'en 1979.
En 1999, le Rapport Cox déclare que les services de renseignements chinois ont également obtenu de nombreuses informations sur l'armement nucléaire des États-Unis.
Dans les années 2010, La Chine augmente la part de ses têtes de missiles à longue portée dans son arsenal. En 2013, le Bulletin of the Atomic Scientists estime que l'arsenal de la Chine comprend environ 60 missiles à longue portée qui peuvent atteindre une partie des États-Unis. La communauté du renseignement des États-Unis prévoit que d'ici le milieu des années 2020, la Chine pourrait avoir plus de 100 missiles capables de menacer les États-Unis.
Le magazine américain Financial Times affirme en octobre 2021 que le pays a embarqué une arme nucléaire sur un planeur hypersonique capable de circuler en orbite basse, dans l'espace. Ce système serait capable de surpasser les défenses anti-missiles américaines.

## Composante terrestre

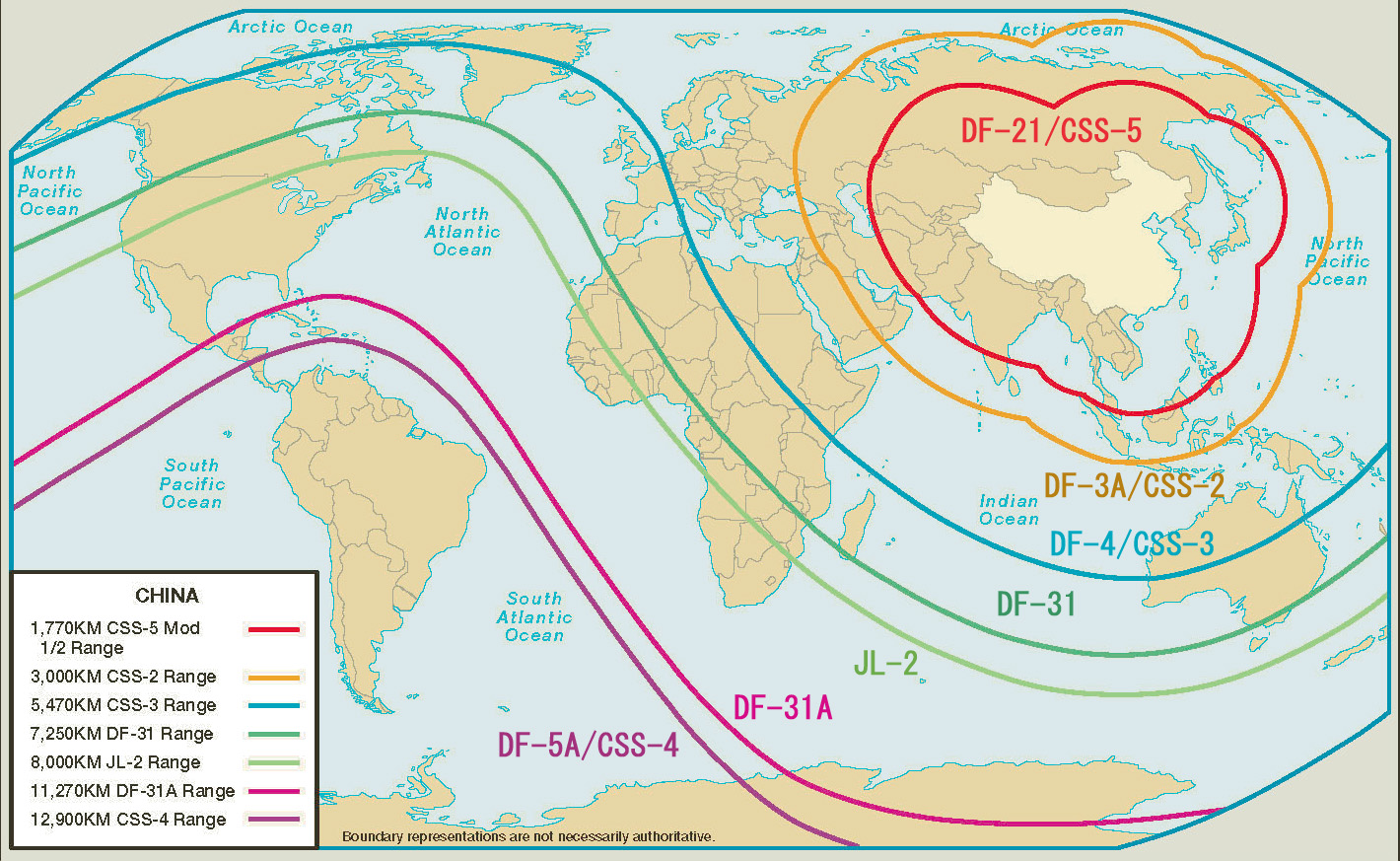
Portée des différents missiles balistiques Chinois.

Les forces de missiles balistiques stratégiques dépendent de la Force des missiles de l'Armée populaire de libération depuis le 1er janvier 2016, une arme au même titre que l'armée de terre ou la marine, créée depuis le second corps d'artillerie (第二炮兵部队) constitué en 1966. Les informations officielles chinoises sont très parcellaires et les observateurs doivent le plus souvent se contenter de spéculations sur les réelles capacités de ce pays.
Un site américain spécialisé dans l'armement nucléaire, www.thebulletin.org, estimait en 2000 que la Chine avait un arsenal de moins de 200 têtes nucléaires, alors qu'elle en avait 435 en 1993.
Certains organismes pensent que la Chine a produit quelque 600 têtes nucléaires depuis 1964.
On faisait état en 2005 d'environ 400 armes nucléaires ce qui est relativement peu par rapport aux arsenaux russes et américains et la place au niveau du Royaume-Uni, mais les ogives stratégiques sont d'une très forte puissance pour compenser la faible précision de leurs vecteurs.
Environ 80 à 130 têtes nucléaires sont déployées sur des missiles balistiques basés à terre :

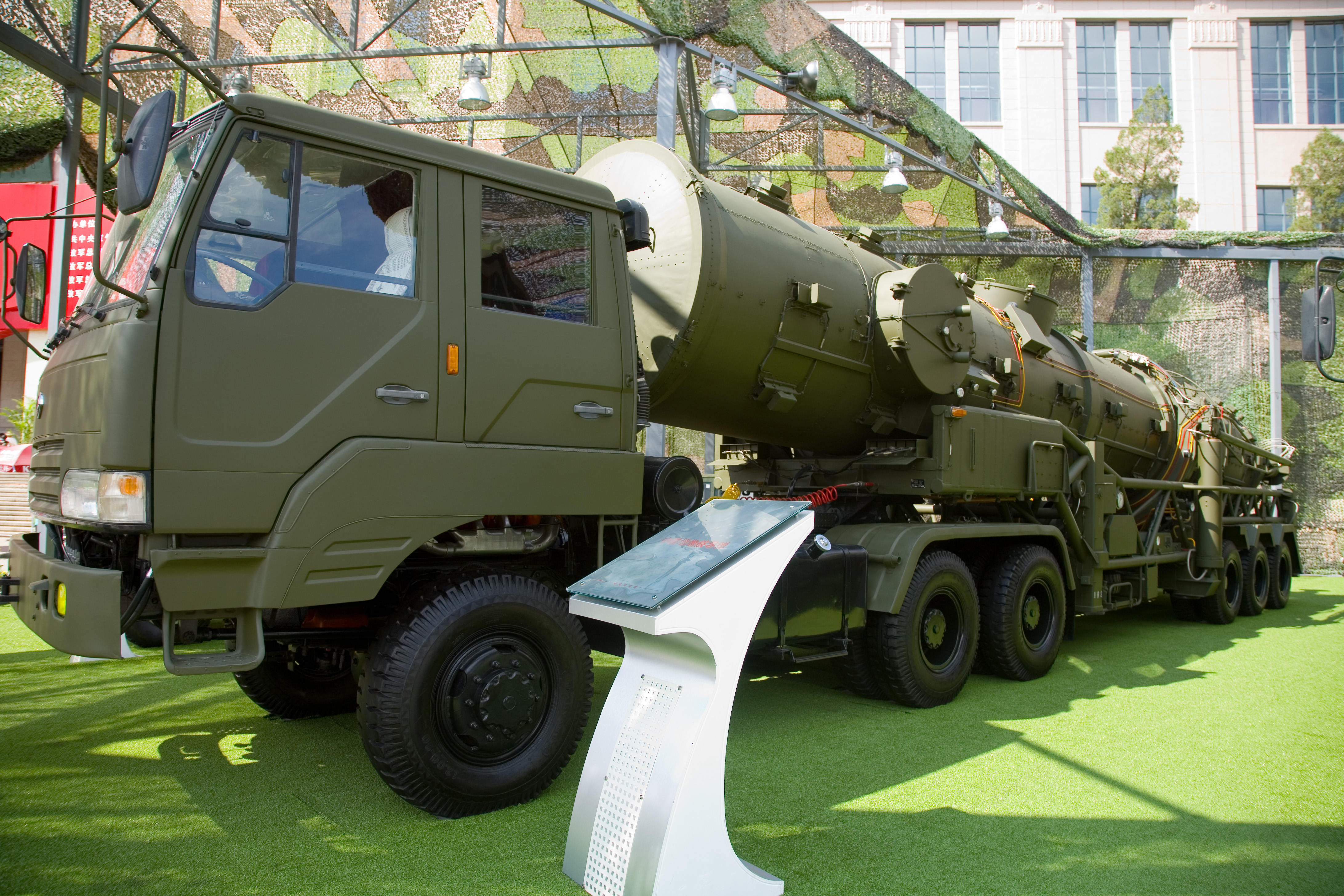
Véhicule lanceur de DF-21A.

- 18 DF-5 Dong Feng (Vent d'Est) (Code OTAN : CSS-4) ICBM. Ces missiles à carburant liquide sont alors les seuls à pouvoir frapper le continent américain. Ils sont remplacés depuis 2017 par le missile à carburant solide DF-41 ;
- 12 DF-4 (CSS-3) ICBM. Ceux-ci peuvent atteindre l'Europe et transportent une ogive d'une masse de 2 tonnes et d'une puissance de 3 mégatonnes ;
- 50-100 DF-3 (CSS-2) et DF-21 (CSS-5) MRBM. Il s'agit de missiles de théâtre tirés depuis des lanceurs mobiles. 50 de ces derniers auraient été construits, le nombre de missiles dépend, si un seul ou deux sont affectés à chaque lanceur.

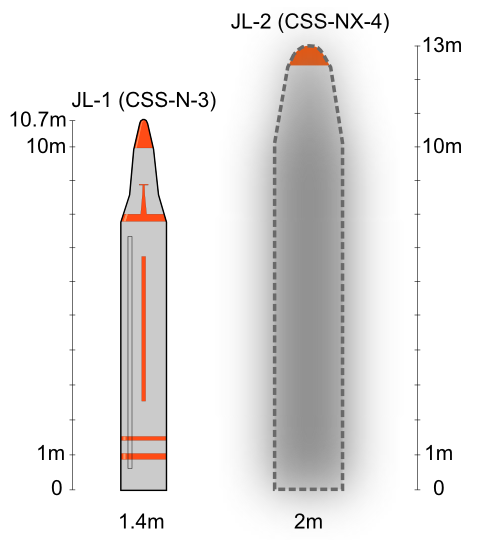
Croquis des missiles mer-sol balistique stratégique Ju Lang 1 et Ju Lang 2.

Les DF-21 et autres missiles sol-sol équipés d'ogives conventionnelles sont en nombre dans le 2e corps d'artillerie et sont braqués en particulier sur Taïwan. La version antinavire du missile balistique DF-21D aurait effectué un essai réussi en janvier 2011 en coulant un navire déplaçant 12 700 t. après un tir de plus de 1 500 km depuis un lanceur mobile, cela constituant une dissuasion conventionnelle face aux marines étrangères.
En décembre 2009, les médias chinois annoncent qu'un réseau de tunnels de 5 000 km allant jusqu'à 1 000 mètres de profondeur était en construction depuis 1995 pour la protection de son arsenal nucléaire dans la province de Hebei dans le nord-est du pays.
La seule chose qui ait été officiellement reconnue, c'est le projet Grande Muraille, qui consistait à creuser tout au long des 400 km des monts Taihang pour y loger un nombre inconnu de puits fixes et des pas de tir pour lanceurs mobiles. Certains tunnels seraient d'une profondeur de 1 200 m. Démarré en 1964 et achevé en 1995, ce projet de la Seconde Artillerie annonce qu'il est capable de supporter trois vagues d'attaques nucléaires d'un tonnage de 90 mégatonnes chacune et d'assurer encore des capacités de seconde et de troisième frappes.
Un rapport de 2011 de l'université de Georgetown spécule que l'arsenal nucléaire est de 3 600 ogives dont 3 000 dissimulées dans 4 800 kilomètres de galeries souterraines.

## Composante navale
La composante navale des forces nucléaires se compose jusqu'en 2004 d'un seul sous-marin nucléaire lanceur d'engins (SNLE), le type 092 (désignation officielle chinoise : Type 09II? immatriculé 406, équipé de 12 missiles Ju Lang 1 (Code OTAN : CSS-NX-3) d'une portée estimée de 3 500 km portant une ogive de 2 mégatonnes. Ce navire fut lancé en 1981 et entra en service en 1987. Il n'est pas considéré comme opérationnel. Un second exemplaire de cette classe aurait coulé dans les années 1980.

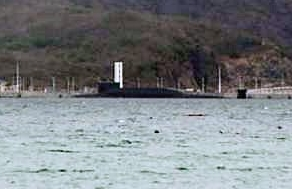
Un SNLE type 094, appelé aussi classe Jin.

Une autre classe de SNLE, le type 094 (désignation officielle chinoise : Type 09IV), dont le premier exemplaire a été lancé en juillet 2004 est actuellement en service et il équipé de 12 Ju Lang 2 d'une portée de 8 000 km portant soit une ogive de 2,5 mégatonnes ou, selon certaines sources, 3 MIRV de 90 kilotonnes. En 2021, on estime que 8 seront construits au total. Ce missile n'est pas considéré comme opérationnel en 2009 par le National Air and Space Intelligence Center (en). Un tir d'essai de ce missile aurait eu lieu le 20 juillet 2011 mais n'est pas considéré comme réussi, le premier essai réussi a lieu l'année suivante. On estime à 6 le nombre de sous-marins de cette classe à flot en 2021. Le projet de sous-marin type 096 (Type 09VI) est dévoilé en 2013 après plusieurs rumeurs depuis 2009, il peut transporter 24 missiles.
La montée en puissance de la force stratégique navale entraîne une révision de la chaîne de commandement des forces nucléaires.
Il semble que ces sous-marins n'embarquent pas d'armes nucléaires hors période de crise, jusqu'en 2015, où l'on annonce leur première mission de dissuasion.
Le SSB Golf type 31 (immatriculé 200) est un bâtiment d'essais servant aux expérimentations des missiles mer-sol lancé en 1966. Il aurait été remis en état en 2009. En 2012, entre en service son successeur, le type 032, qui est le plus grand sous-marin diesel de nos jours avec une longueur de 92,6 m et un déplacement en plongée estimé à 6 628 tonnes et disposant de deux puits de lancement.
La base de sous-marins de Hainan construite dans les années 2000 peut abriter des SNLE,.

## Composante aérienne

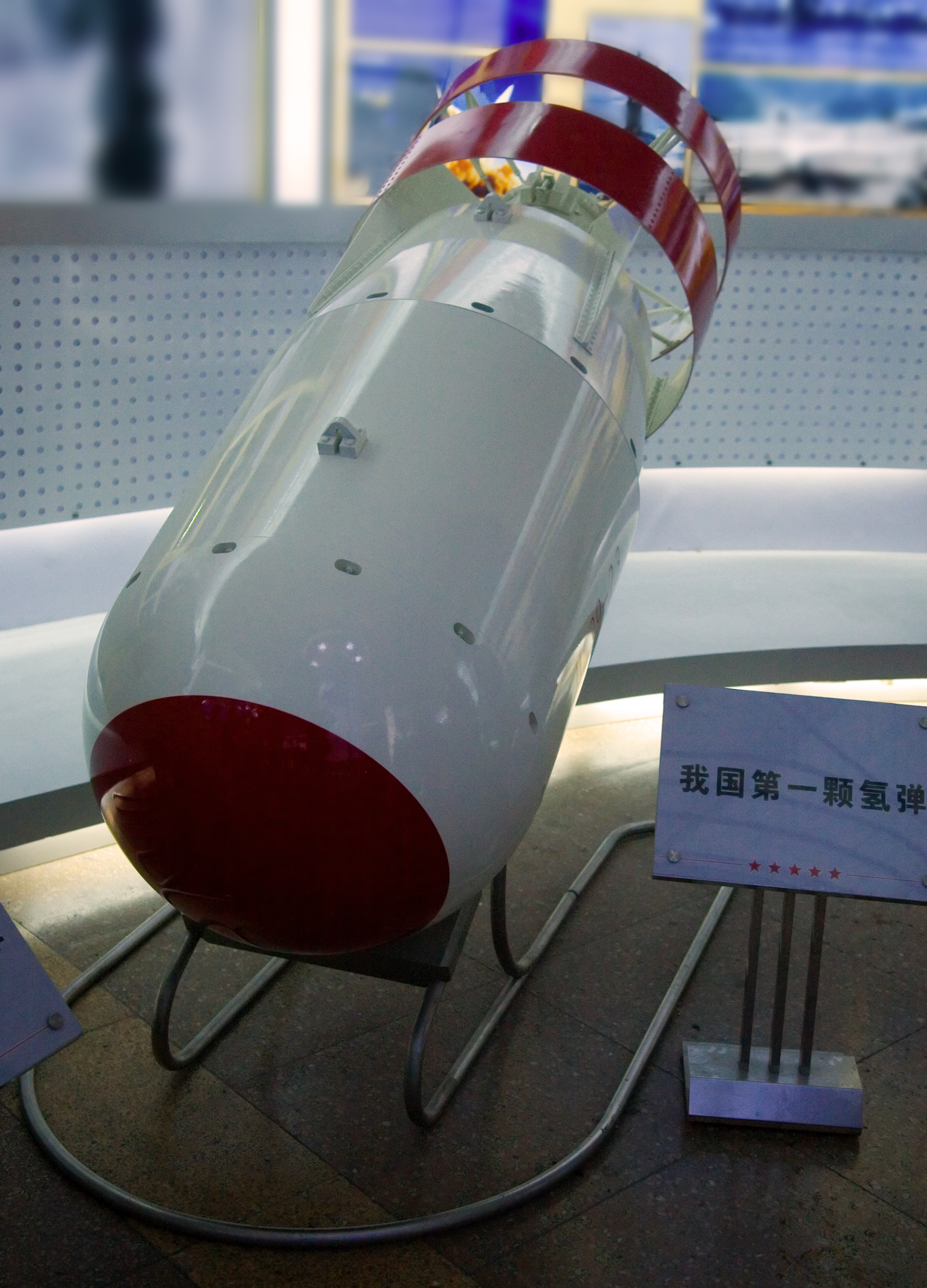
Maquette de ce qui est présenté comme la première bombe H chinoise.

La force aérienne chinoise comprend une centaine de bombardiers Xian H-6, copie sous licence du Tupolev Tu-16.

## Forces nucléaires chinoises en 2011
| Forces nucléaires chinoises en 2011 (selon le Bulletin of the Atomic Scientists) | Forces nucléaires chinoises en 2011 (selon le Bulletin of the Atomic Scientists) | Forces nucléaires chinoises en 2011 (selon le Bulletin of the Atomic Scientists) | Forces nucléaires chinoises en 2011 (selon le Bulletin of the Atomic Scientists) | Forces nucléaires chinoises en 2011 (selon le Bulletin of the Atomic Scientists) | Forces nucléaires chinoises en 2011 (selon le Bulletin of the Atomic Scientists) | Forces nucléaires chinoises en 2011 (selon le Bulletin of the Atomic Scientists) |
| Type                                                                             | Code OTAN                                                                        | Nombre                                                                           | Année de déploiement                                                             | Portée en km                                                                     | Ogive et puissance en Kt                                                         | Nombres d'ogives                                                                 |
| Missile balistique basé à terre                                                  | Missile balistique basé à terre                                                  | Missile balistique basé à terre                                                  | Missile balistique basé à terre                                                  | Missile balistique basé à terre                                                  | Missile balistique basé à terre                                                  | Missile balistique basé à terre                                                  |
| -------------------------------------------------------------------------------- | -------------------------------------------------------------------------------- | -------------------------------------------------------------------------------- | -------------------------------------------------------------------------------- | -------------------------------------------------------------------------------- | -------------------------------------------------------------------------------- | -------------------------------------------------------------------------------- |
| DF-3A                                                                            | CCS-2                                                                            | ~ 16                                                                             | 1971                                                                             | 3 100                                                                            | 1 x 3 300                                                                        | ~ 16                                                                             |
| DF-4                                                                             | CCS-3                                                                            | ~ 12                                                                             | 1980                                                                             | + de 5 400                                                                       | 1 x 3 000                                                                        | ~ 12                                                                             |
| DF-5A                                                                            | CCS-4                                                                            | ~ 20                                                                             | 1981                                                                             | + de 13 000                                                                      | 1 x 4 000 - 5000                                                                 | ~ 20                                                                             |
| DF-21                                                                            | CCS-5 Mods 1, 2                                                                  | ~ 60                                                                             | 1991                                                                             | 2 150                                                                            | 1 x 200-300                                                                      | ~ 60                                                                             |
| DF-31                                                                            | CSS-10 Mod 1                                                                     | 10-20                                                                            | 2006                                                                             | + de 7 200                                                                       | 1 x 200-300 (?)                                                                  | 10-20                                                                            |
| DF-31A                                                                           | CSS-10 Mod 2                                                                     | 10-20                                                                            | 2007                                                                             | + de 11 200                                                                      | 1 x 200-300 (?)                                                                  | 10-20                                                                            |
| Sous-total                                                                       |                                                                                  | ~138                                                                             |                                                                                  |                                                                                  |                                                                                  |                                                                                  |
| Missile mer-sol balistique stratégique                                           |                                                                                  |                                                                                  |                                                                                  |                                                                                  |                                                                                  |                                                                                  |
| JL-1                                                                             | CCS-NX-3                                                                         | (16)                                                                             | 1986                                                                             | + de 2 000                                                                       | 1 x 200-300                                                                      | n.c                                                                              |
| JL-2                                                                             | CCS-NX-4                                                                         | (36)                                                                             | ?                                                                                | ~ 7 400                                                                          | 1 x 200-300                                                                      | n.c                                                                              |
| Bombardier /Missile de croisière                                                 |                                                                                  |                                                                                  |                                                                                  |                                                                                  |                                                                                  |                                                                                  |
| Xian H-6                                                                         | B-6                                                                              | ~20                                                                              | 1965                                                                             | 3 100                                                                            | 1 bombe                                                                          |                                                                                  |
| Missile de croisière DH-10                                                       |                                                                                  | 250 (en 2016)                                                                    | 2007 (?)                                                                         |                                                                                  | 20-90 (?)                                                                        |                                                                                  |
| Autres ?                                                                         | ?                                                                                | ?                                                                                | 1972-?                                                                           | -                                                                                | 1 bombe                                                                          | ~20                                                                              |
| Total                                                                            |                                                                                  |                                                                                  |                                                                                  |                                                                                  |                                                                                  | ~ 178                                                                            |